# نقطة التحول (فلم)
نقطة التحول (بالإنجليزية: The Turning Point) هو فيلم دراما تم إنتاجه في الولايات المتحدة وصدر في سنة 1977.

## بطولة
- شيرلي ماكلين
- آن بانكروفت
- توم سكيريت
- ميخائيل باريشنيكوف

## الميزانية والإيرادات
حقق أرباحا تقدر بـ 33,600,000 دولار.

### ترشيحات وجوائز
| السنة | الحدث  | الفئة     | النتيجة |
| ----- | ------ | --------- | ------- |
|       | أوسكار | أفضل فيلم | ترشـيـح |

## وصلات خارجية
- مقالات تستعمل روابط فنية بلا صلة مع ويكي بيانات